# Шахта «Україна» (Українськ)
ДВАТ Шахта «Україна». Входить до ДХК «Селидіввугілля». Знаходиться у м. Українськ, Донецької області.
Стала до ладу у 1963 р з проектною потужністю 1,8 млн т вугілля на рік.
Фактичний видобуток 1397/1165 т/добу (1990/1999). У 2003 р. видобуто 333 тис.т вугілля.
Максимальна глибина 540 м (1999).
Протяжність підземних виробок 83,5/98,4 км (1990/1999).
У 1999 р. розроблялися пласти k8, l2' потужністю 1,2-1,3 м, кути падіння 8-15°.
Кількість очисних вибоїв 2/2 (1999/2002), підготовчих 5/8 (1990/1999).
Шахта віднесена до І категорії за метаном, небезпечна за вибуховістю вугільного пилу.
Використовують комплекси КМ-88.
Кількість працюючих: 2726/3275 осіб, в тому числі підземних 1826/1765 осіб (1990/1999).
Адреса: 85485, м. Українськ, Донецької обл.